# Dobšice (kraj południowoczeski)
Dobšice – wieś i gmina w Czechach, w powiecie Czeskie Budziejowice, w kraju południowoczeskim. Według danych z dnia 1 stycznia 2013 liczyła 116 mieszkańców.